# Jens Jensen Brock
Jens Jensen Brock (død 1404) af Clausholm var en dansk væbner, søn af Jens Andersen Brock.
Jens Jensen Brock blev dræbt af hr. Jens Nielsen Løvenbalk af Avnsbjerg, der dog nødtes til at sone drabet ved indstiftelse af messer for den døde og ydmygt knæfald for hans frænder.

## Ægteskab
Jens Jensen Brock var gift med:
- Ide Lagesdatter Panter

søn Eske Jensen Brock, (død 3. maj 1441, Nørresundby)
søn Lave Jensen Brock, (død 1435)